# Диоцез Мизия
Диоцез Мизия (на латински: Dioecesis Moesiarum; на старогръцки: Διοίκησις Μοισιών) е голям диоцез със столица Солун от ок. 293 до преди 337 г. Той попада в Префектура Илирик – обхващаща провинциите от средната третина на Балканския полуостров от Дунав до Пелопонес. Създаден и въведен юрисдикционно от император Диоклетиан (упр. 284 – 305) – с административната му реформа. Той създава 12 диозези.
Диоцез Мизия не просъществува дълго, образуван е в 293 г., и е в юрисдкиционна сила между 306 и 337 г. Тъй като в този си размер става неефективен за управление, император Константин Велики (упр. 306 – 337) го разделя на Диоцез Дакия със столица Сердика и Диоцез Македония – със столица Солун.